# Szívritmus-szabályozó

Beültethető pacemaker (fotó: Medtronic)

A szív felépítése

Egy vénán keresztüli beültethető pacemaker elektródával (fotó: Medtronic). Az eszköz generátorrésze körülbelül négy, az elektróda 50–60 centiméter hosszúságú

A pacemaker, vagyis szívritmus-szabályozó, egy implantátum, amely elektródákkal kapcsolódik a szívhez, és saját elektromos impulzusaival vezérli a szívizmok összehúzódását. A készülék a szinuszcsomó alapritmusa helyett egy beállított szívritmust tart fenn, és olyan esetekben van rá szükség, amikor a szív természetes ritmusa túl lassú, vagy a szív ingerületvezető rendszerében hiba van, így a kamrák és pitvarok aktivitása nincs megfelelően összehangolva. A modern szívritmusszabályzó-készülékek rendkívül rugalmasan programozhatók, és lehetővé teszik, hogy a kardiológus kiválassza az optimális szívritmus-szabályozó módot az egyes betegek esetében. Az olyan pacemakerek, amelyeket a szív területeinek szinkronizálására ültetnek be, több elektródával kapcsolódnak a szívhez. Némelyik szívritmus-szabályozó defibrillátort is tartalmaz.

## A pacemaker története

Derékon hordható külső pacemaker 1958-ból (fotó: Medtronic)

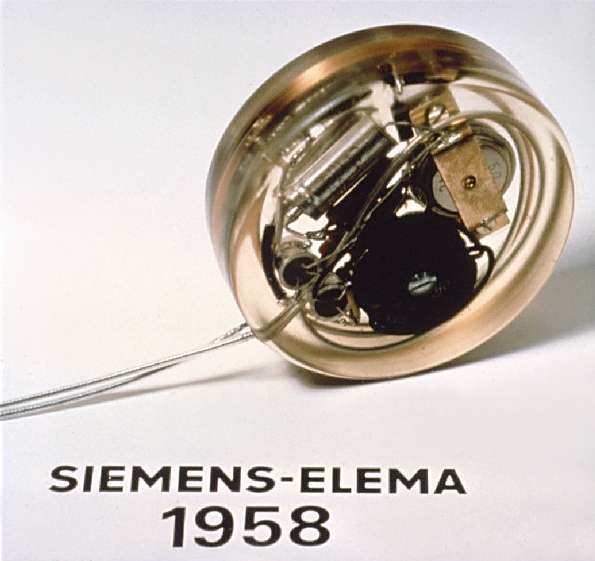
Az első beültethető pacemaker

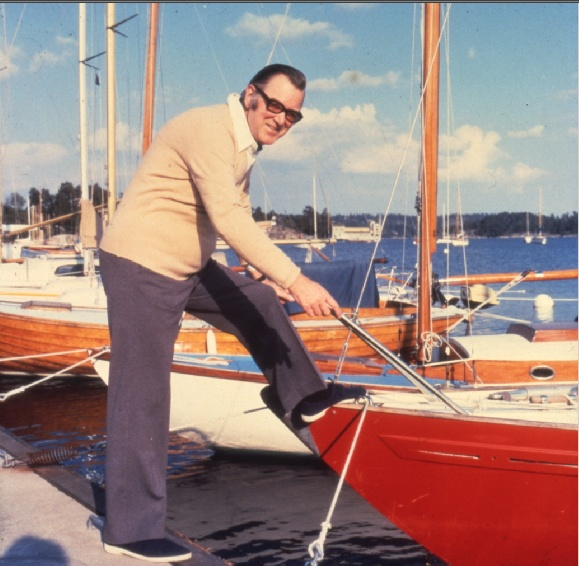
1958-ban, Arne Larsson (1915-2001) volt az első beteg, aki beültethető pacemakert kapott. Élete során összesen 26 szívritmus-szabályozó eszközt kapott, és más betegekért is kampányolt, akiknek pacemakerre volt szükségük

1899-ben J. A. McWilliam a British Medical Journalben hírt adott kísérleteiről, amelyek során az emberi szív elektromos stimulálása aszisztóliában a kamrai izmok összehúzódását okozta, továbbá megfigyelte, hogy 60–70-es szívritmus idézhető elő ugyanilyen frekvenciájú elektromos impulzusokkal.
1926-ban a sidney-i Royal Prince Alfred Kórházban dr. Mark C Lidwell Edgar H Booth orvossal együttműködve, aki a University of Sydney alkalmazásában állt, megalkotott egy hordozható készüléket, amely „egy fali konnektorhoz volt csatlakoztatva" és melynek „az egyik pólusa egy erős sóoldattal átitatott, bőrre helyezhető párnácskával", míg a másik pólusa „egy, a hegyén kívül teljesen szigetelt tűből állt, és a megfelelő szívkamrához volt csatlakoztatva". „A pacemaker ritmusa percenkénti 80 és 120 közötti tartományban, illetve a feszültsége 1,5 és 120 volt közötti tartományban változtatható volt." 1928-ban, az eszközt egy újszülött újraélesztésére használták a Crown Street Women's Kórházban, Sydney-ben, akinek a szíve a kezelés hatására „saját magától dobogott tovább", „a tízpercnyi stimuláció befejeztét követően”.
1932-ben, Albert Hyman, amerikai élettanász, teljesen függetlenül dolgozva, egy saját készítésű elektromechanikus eszközről számol be, amelyet egy kézi felhúzású rugó által meghajtott motor működtetett. Hyman maga „mesterséges pacemakernek" nevezte az eszközt, azt az elnevezést használva, amely a mai napig elfogadott.
A kutatási eredmények publikálásának hiánya az 1930-as évek és a második világháború közötti időszakban arra vezethető vissza, hogy az eszközzel kapcsolatban az a hiedelem alakult ki, hogy beavatkozik a természet rendjébe azzal, hogy „feltámasztja a halottakat”. Például, „Hyman a maga által fejlesztett eszköz embereken történő alkalmazásáról nem közölt adatokat, részben az orvostársadalom, részben az újságok híradásai folytán  kialakult ellenséges közvélemény miatt. Lidwell valószínűleg ennek tudatában nem folytatta embereken kísérleteit”.
John Hopps kanadai villamossági mérnök 1950-ben tervezett meg és készített el egy külső pacemakert Wilfred Gordon Bigelow, a Toronto General szív-mellkas sebészének megfigyelései alapján. Ez egy nagyméretű külső eszköz volt, amely elektroncsöves technológiát használt, és bőrön keresztüli szívritmus-szabályozást biztosított. Az eljárás bizonyos mértékig fájdalmas volt a betegek számára, és mivel váltakozó áramú, 110 V-os hálózatról üzemelt, a halálos áramütés kockázatát rejtette magában (kamraremegést okozhatott).
Számos fejlesztő, többek között Paul Zoll készített kisebb, de még mindig méretes, bőrön keresztüli szívritmus-szabályozó készüléket az elkövetkező években, energiaforrásként nagyméretű akkumulátorral.
1957-ben, dr. William L. Weirich közzétette a University of Minnesota falain belül végzett kutatásainak eredményét. Ezek a teljes szívblokkba hozott állati alanyokon demonstrálták a szívritmus, a perctérfogat illetve az átlagos aortás nyomás miokardiális elektróda használatával történő visszaállítását. A műtét utáni szívblokk hatékony kontrollja jelentősen hozzájárult a nyitott szívműtétek halálozási arányának csökkenéséhez ebben az időszakban.
1956-ban a szilíciumtranzisztor kifejlesztése, és első kereskedelmi forgalomba helyezése volt az a legfontosabb esemény, mely a gyakorlati szívritmus-szabályozás gyors fejlődéséhez vezetett.
1957-ben, dr. C. Walton Lillehei, a Minnesotai Egyetem orvosa azzal a kéréssel fordult Earl Bakken, fiatal minneapolisi mérnökhöz, hogy készítsen neki egy akkumulátorról működő hordható, külső pacemakert a betegei számára. Ez egy tranzisztoros pacemaker volt, amely egy kis műanyag dobozban kapott helyet. A szívritmust és a kimenő feszültséget is állítani lehetett rajta. Elektródákkal volt összekötve, melyeket a beteg bőrén vezettek be, és a szívizom felszínéhez csatlakoztatták őket.
1958-ban operálták be emberbe az első teljesen beültethető pacemakert a Karolinska Intézetben, a svédországi Solnában. Az eszközt Rune Elmqvist és Åke Senning sebészek fejlesztették ki. Ez szintén elektródákhoz kapcsolódott, amelyeket mellkassebészeti eljárás keretében csatlakoztattak a szívizomhoz. Az eszköz háromórányi működés után leállt. Ezután egy második eszközt is beültettek, amely két napig üzemelt. A világon az első beteg, aki beültethető pacemakert kapott, életében még további 26 különböző pacemakert használt. A páciens 2001-ben, 86 éves korában halt meg.
1959-ben, ideiglenes, vénán keresztüli szívritmus-szabályozást valósítottak meg Furman et al., melynek során a katéterelektródát a beteg vena basilicáján keresztül vezették fel.
1960 februárjában a svéd Elmqvist terveinek továbbfejlesztése alapján készült eszközt ültetett be az uruguayi Montevideóban, a Casmu Kórházban két orvos, Fiandra és Rubio. Az eszköz egészen a beteg haláláig működött, ami más betegségek miatt 9 hónappal később következett be. A korai svéd fejlesztésű készülékekben olyan akkumulátorokat használtak, amelyeket külső indukciós tekercs töltött fel.
A Wilson Greatbatch által készített beültethető pacemakerek embereken történő használata 1960 áprilisában kezdődött, kiterjedt, állatokon végzett vizsgálatokat követően. A Greatbatch innováció eltért a korábbi svéd eszközöktől abból a szempontból, hogy egyszer használatos telepet (higanyelemes) használt energiaforrásként. Az első beteg a beültetést követően további 18 hónapig élt.

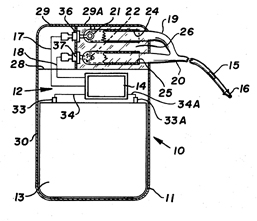
A világ első lítium-jodid akkumulátorral működtetett pacemakere 1972-ből

Első alkalommal Parsonnet az Egyesült Államokban, Lagergren Svédországban és Jean-Jaques Welti Franciaországban végzett vénán keresztüli szívritmus-szabályozást beültetett pacemaker segítségével 1962–63-ban. A vénán keresztüli eljárás azt jelenti, hogy egy vénán bemetszést ejtenek, amelybe katéterelektródát helyeznek és fluoroszkópiás nyomkövetéssel azt a jobb kamra rostos izomkötegébe vezetik. Ez a módszer az 1960-as években terjedt el.
Az ezt megelőző pacemakerkészülékek hibája a megbízhatatlanság és a rövid élettartam volt, ami az akkor rendelkezésre álló egyszer használatos (főként higany) telepeknek volt tulajdonítható.
Az 1960-as évek végén, több vállalat, többek között az egyesült államokbeli ARCO, kifejlesztette az izotóp által működtetett pacemakereket, de később ennél a fejlesztésnél jobbnak bizonyult a Wilson Greatbatch által 1971-ben kifejlesztett lítium-jodid akkumulátor. Ezek vagy a lítiumanód-akkumulátorok váltak a jövő pacemakerkészülékeinek bevált energiaforrásává.
A korai készülékek megbízhatóságának további akadálya volt, hogy a testfolyadékból származó nedvesség az epoxigyanta szigetelésen keresztül beszivárgott a készülékbe, aminek negatív hatása volt az elektromos áramkörre. Ezt a jelenséget azzal semlegesítették, hogy a pacemaker generátorát egy hermetikusan szigetelt fémtokba helyezték. Ezt elsőként az ausztráliai Telectronics tette meg 1969-ben, amit a Cardiac Pacemakers Inc. of Minneapolis fejlesztése követett, 1972-ben. Ez a technológia, amely titánt használt alapanyagként, az 1970-es évek közepére vált sztenderddé.
A következő személyek járultak még hozzá jelentős mértékben a pacemaker technológiai fejlődéséhez a kezdeti időkben: Bob Anderson (Medtronic, Minneapolis), J.G (Geoffrey) Davies (St George's Kórház, London), Barouh Berkovits és Sheldon Thaler (American Optical), Geoffrey Wickham (Telectronics, Ausztrália), Walter Keller (Cordis Corp., Miami), Hans Thornander, aki csatlakozott a korábban már említett Rune Elmquisthez (Elema-Schonander, Svédország), Janwillem van den Berghez (Hollandia) és Anthony Adduccihoz (Cardiac Pacemakers Inc., Guidant).

## A szívritmus-szabályozás módjai

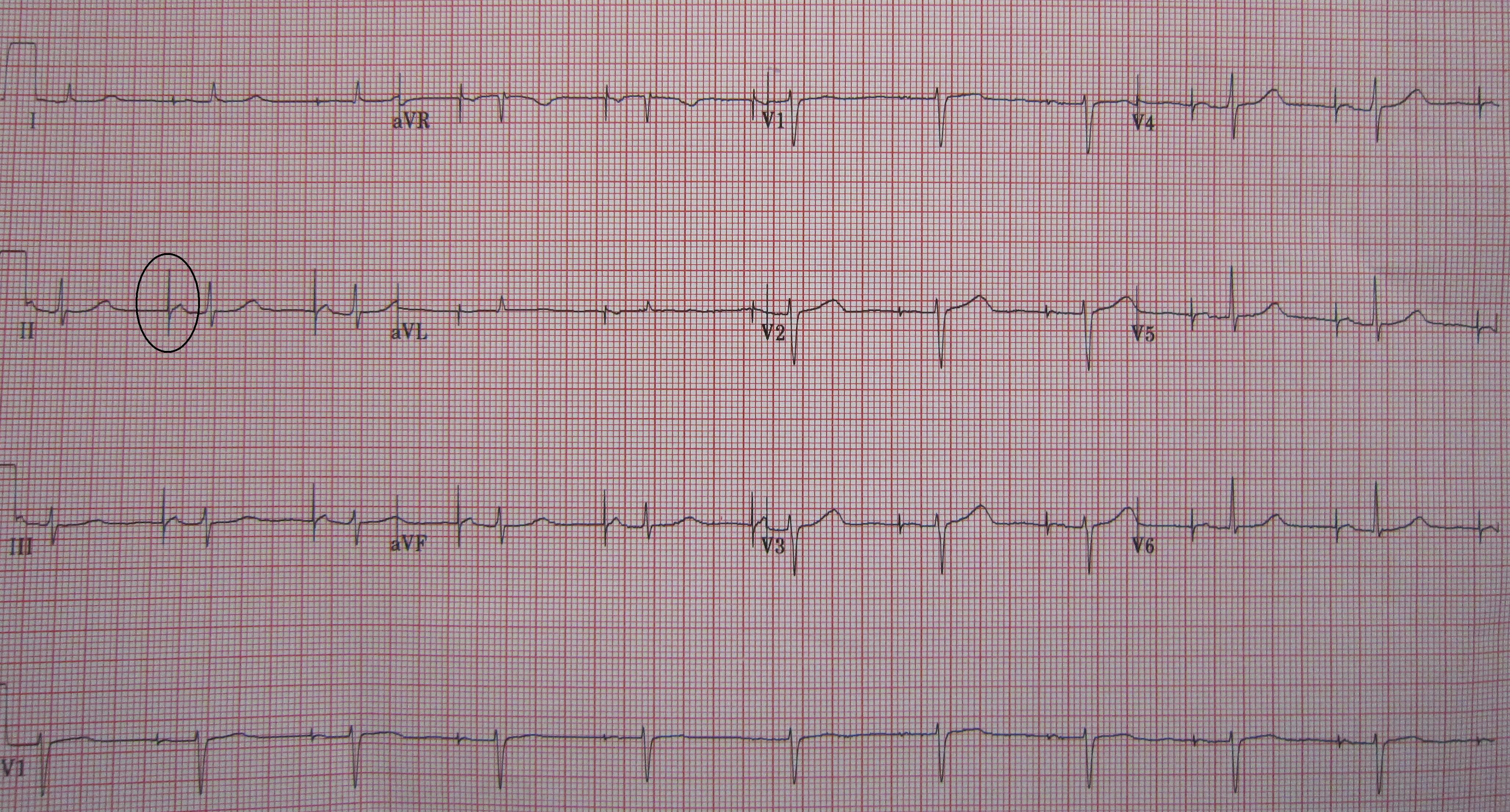
Pitvari pacemakerrel rendelkező személy EKG-képe. Különösen figyelemre méltó a körrel jelölt éles csúcs, egy olyan pozícióban, ahol normál esetben P-hullámnak kellene jelentkeznie

### Perkussziós szívritmusingerlés
A perkussziós szívritmusingerlést mellkason keresztüli mechanikus szívritmusingerlésnek is nevezik. Az eljárás során ökölbe zárt kézzel, általában a szegycsont bal alsó szélén, a jobb kamra fölött a visszeret, 20–30 cm-es távolságról ütik meg, hogy beinduljon a kamrai ritmus (a British Journal of Anesthesia javaslata szerint, ezzel a kamrai nyomást 10-15 Hgmm-ig kell növelni, aminek köszönhetően elindul az elektromos tevékenység). Ez egy korábban kidolgozott módszer, amelyet csak életmentő eljárásként alkalmaznak addig, amíg a beteg 0 elektromos pacemakert nem kap.

### Bőrön keresztüli szívritmus-szabályozás
A bőrön keresztüli szívritmus-szabályozás (TCP), amely külső szívritmus-szabályozásként is ismert, a hemodinamikusan jelentős mértékű bradikardia (kórosan lassú szívritmus) összes típusának kezdeti stabilizálására javasolt. A beavatkozás két tappanccsal történik, melyeket a beteg mellkasára helyeznek, vagy az elülső/oldalsó vagy az elülső/hátulsó pozícióba. Az életmentő személy kiválasztja a megfelelő szívritmusértéket, és fokozatosan növeli a ritmus-szabályozó áramerősséget (milliamperes nagysagrendben) addig, amíg meg nem történik az elektromos vezérlés (amit az EKG-képen széles QRS-komplexum jelöl magas, széles T-hullámmal) és az ennek megfelelő pulzusszám kialakul. A ritmusszabályozás melléktermékei, és a súlyos izomrángás megnehezítik ennek felismerését az EKG-képen. A külső szívritmus-szabályozást nem lehet hosszabb ideig használni. Csak életmentő beavatkozás, ami átmeneti megoldásként funkcionál addig, amíg a vénán keresztüli ritmus-szabályozás, vagy más terápia nem alkalmazható.

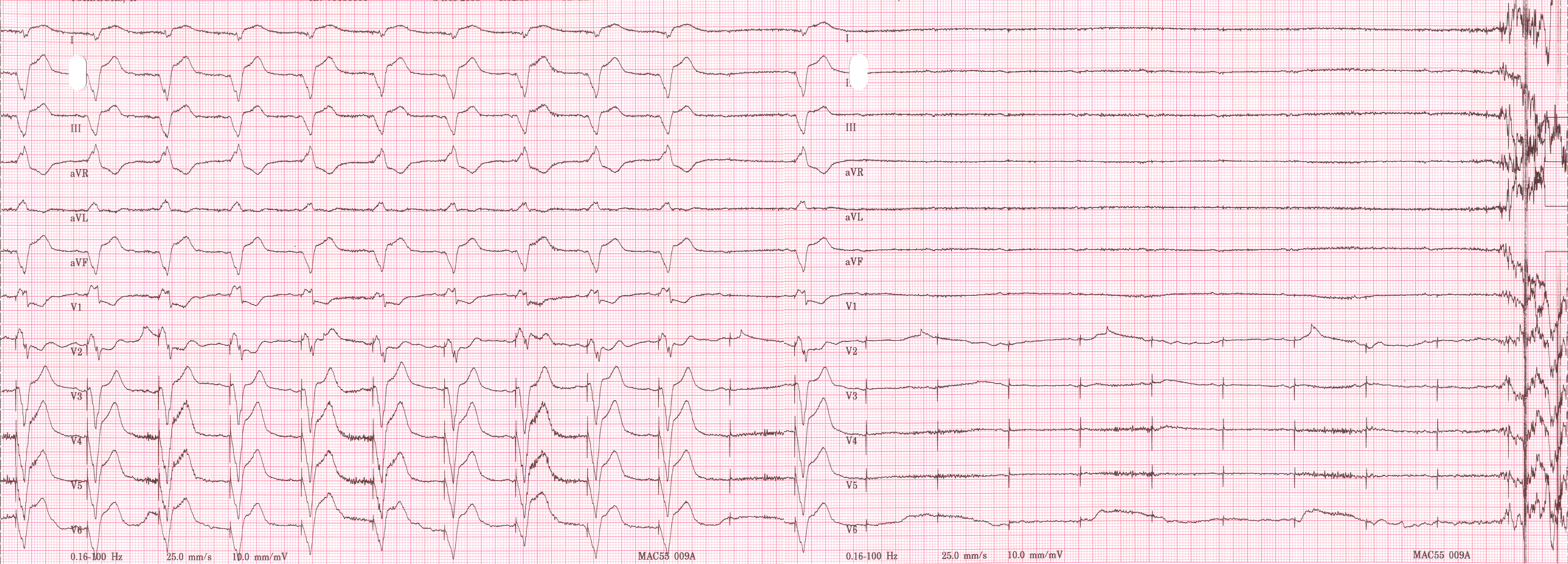
EKG-kép a küszöbérték meghatározására, olyan beteg esetében, akit epikardiális (jelen esetben átmeneti) kamrai pacemakerrel kezelnek. Az epikardiális pacemaker elektródái azután kerültek behelyezésre, hogy a beteg keringése aortás szívbillentyű műtét közben összeomlott. Az ábra első felében az látható, hogy a pacemaker percenként 60-as ritmusban stimulált, ami széles QRS-komplexumot eredményezett jobb szárblokkmintával. Az inger erősségét fokozatosan csökkentették, ami aszisztolét eredményezett az ábra második felében. A felvétel végén a jeltorzulást rövid hypoxiás időszak görcsös izomösszehúzódásai okozzák. Mivel a lecsökkentett pacemakeringer nem eredményezett kamrai ritmust, a beteget a pacemakerfüggő kategóriába sorolták, ami azt jelentette, hogy állandó pacemaker beültetésére volt szüksége

### Epikardiális szívritmus-szabályozás
EKG-kép a küszöbérték meghatározására, olyan beteg esetében, akit epikardiális (jelen esetben átmeneti) kamrai pacemakerrel kezelnek. Az epikardiális pacemaker elektródái azután kerültek behelyezésre, hogy a beteg keringése aortás szívbillentyűműtét közben összeomlott. Az ábra első felében az látható, hogy a pacemaker percenként 60-as ritmusban stimulált, amely széles QRS-komplexumot eredményezett jobb szárblokkmintával. Az inger erősségét fokozatosan csökkentették, ami aszisztolét eredményezett az ábra második felében. A felvétel végén a jeltorzulást rövid hypoxiás időszak görcsös izomösszehúzódásai okozzák. Mivel a lecsökkentett pacemakeringer nem eredményezett kamrai ritmust, a beteget a pacemakerfüggő kategóriába sorolták, ami azt jelentette, hogy állandó pacemaker beültetésére volt szüksége.
Az átmeneti epikardiális szívritmus-szabályozást nyitott szívműtét közben alkalmazzák, amennyiben a műtéti eljárás pitvari-kamrai blokkot idéz elő. Az elektródákat a kamra külső falára helyezik (epikardium), hogy megfelelő szívteljesítményt tartson fent, amíg az átmeneti, vénán keresztüli elektródát beillesztik.
Ritka esetben előfordulhat, hogy a páciens más betegsége vagy anatómiai eltérése miatt nem kaphat endokardiális (szívben belül rögzített) elektródával rendelkező pacemakert. Ilyen esetben végleges epicardiális pacemakerelektród kerül beültetésre. Az ilyen elektródok ma már minimál-invazív megoldásokkal rögzíthetőek.

### Vénán keresztüli ideiglenes pacemaker
Az ideiglenes pacemaker behelyezése egy nagy vénán (v. jugularis vagy v. subclavia) keresztül lehetséges. Steril körülmények között az egyik nagy véna megszúrását követően a jobb pitvarba, és/vagy a jobb kamrába vezetik az ideiglenes pacemaker elektródát, amelyet egy testen kívüli ideiglenes pacemakerhez csatlakoztatnak. Az eljárás alkalmazható sürgősségi szituációkban (amikor a lassú szívritmuszavarok hirtelen alakulnak ki, vagy súlyos tüneteket okoznak) illetve, amikor a ritmusszabályozásra csak átmenetileg van szükség. 

Epikardiális szívritmus-szabályozó (fotó: Medtronic)

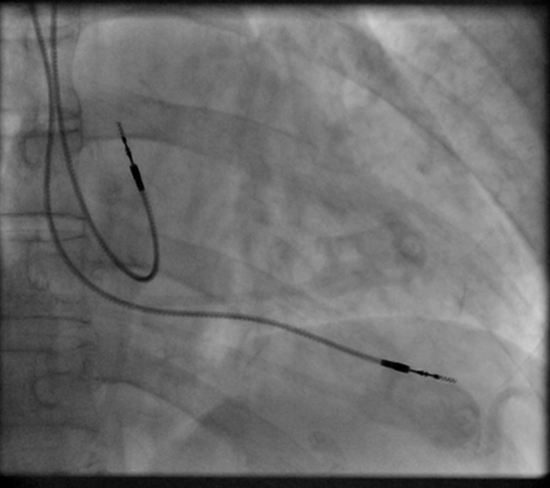
Jobb pitvari és jobb kamrai elektródák, ahogyan az egy röntgenfelvételen látható pacemaker beültetési eljárás közben. A pitvari elektróda a hajlított U alakú, ami a kép bal felső részén látható. A beültethető pacemakerrel megvalósított végleges szívritmus-szabályozás keretében egy vagy több ritmusszabályozó elektródát ültetnek be egy vagy több szívüregbe vénán keresztül. Az eljárás keretében a megfelelő vénán egy bemetszést ejtenek, majd belehelyezik az elektródát, amit végigvezetnek a vénán, a szívbillentyűn keresztül, majd végül a szívkamrához csatlakoztatják. Az eljárás során fluoroszkópiát alkalmaznak, hogy figyelemmel kísérjék az elektróda útját a vénában. Miután az elektródát megfelelően behelyezték, a másik végét hozzákapcsolják a pacemaker generátorához

### Végleges szívritmus-szabályozás
A végleges szívritmus-szabályozásnak három fő típusa van a készülék alapvető működési mechanizmusa, illetve az alapján kategorizálva, hogy hány szívkamrát érint:
- Együregű pacemaker. Ebben a típusban, csak egy ritmusszabályozó elektróda kerül beültetésre egy szívüregbe. Egyes esetekben ez a felső szívüreg, vagy pitvar, más esetekben pedig az alsó szívüreg, vagy kamra.[13]
- Kétüregű pacemaker. Ebben az esetben, két szívüregbe ültetik be az elektródákat. Az egyik elektróda a pitvar, míg a másik a kamra ritmusát szabályozza. Ez a típus sokkal inkább hasonlít a szív természetes ritmusszabályozójához, mert koordinálja a pitvarok és a kamrák funkcióit.[13]
- Ritmusváltozásra érzékeny pacemaker. Ez a pacemaker olyan szenzorokkal rendelkezik, amelyek érzékelik a beteg fizikai aktivitásában bekövetkező változásokat, és automatikusan beállítják a szívritmust, hogy a szív teljesíteni tudja a szervezet anyagcsere igényeit.[13]
- Egyéb eszközök. Néhány eszköz, mint például a kardioverter-defibrillátor, ami elsődlegesen más célból készült, esetenként pacemakerként is funkcionálhat.

A pacemaker generátor egy hermetikusan leszigetelt eszköz, amely egy energiaforrást (általában lítiumakkumulátort), egy érzékelő erősítőt, ami feldolgozza a természetes szívverés ritmusát indukáló elektromos impulzusokat, melyeket a szívbe ültetett elektródák érzékelnek, a pacemaker számítógépes vezérlését, és a kimeneti áramkört tartalmazza, mely leadja a szívritmusimpulzust az elektródákba.
A legtöbb esetben a generátor a mellkas bőralatti zsírrétegébe kerül beültetésre, a mell izmai és csontjai fölé. Mindemellett, az eszköz pontos helye minden egyes beteg esetében különböző lehet.
A pacemaker külső burkolata úgy van megtervezve, hogy a szervezet immunrendszere ne vesse ki magából. Általában titánból készül, ami a szervezet szempontjából közömbös anyag. Nagyon ritkán előfordulhat, hogy a beteg allergiás a titánra, ilyen esetekben aranyból készült burkolattal ellátott készülék kerül beültetésre. Az eszközt a szervezet befogadja magába, és hegszövet növi körbe, hasonló módon, ahogyan egy testékszert is.

### Transzkatéteres v. vezeték nélküli szívritmusszabályzó

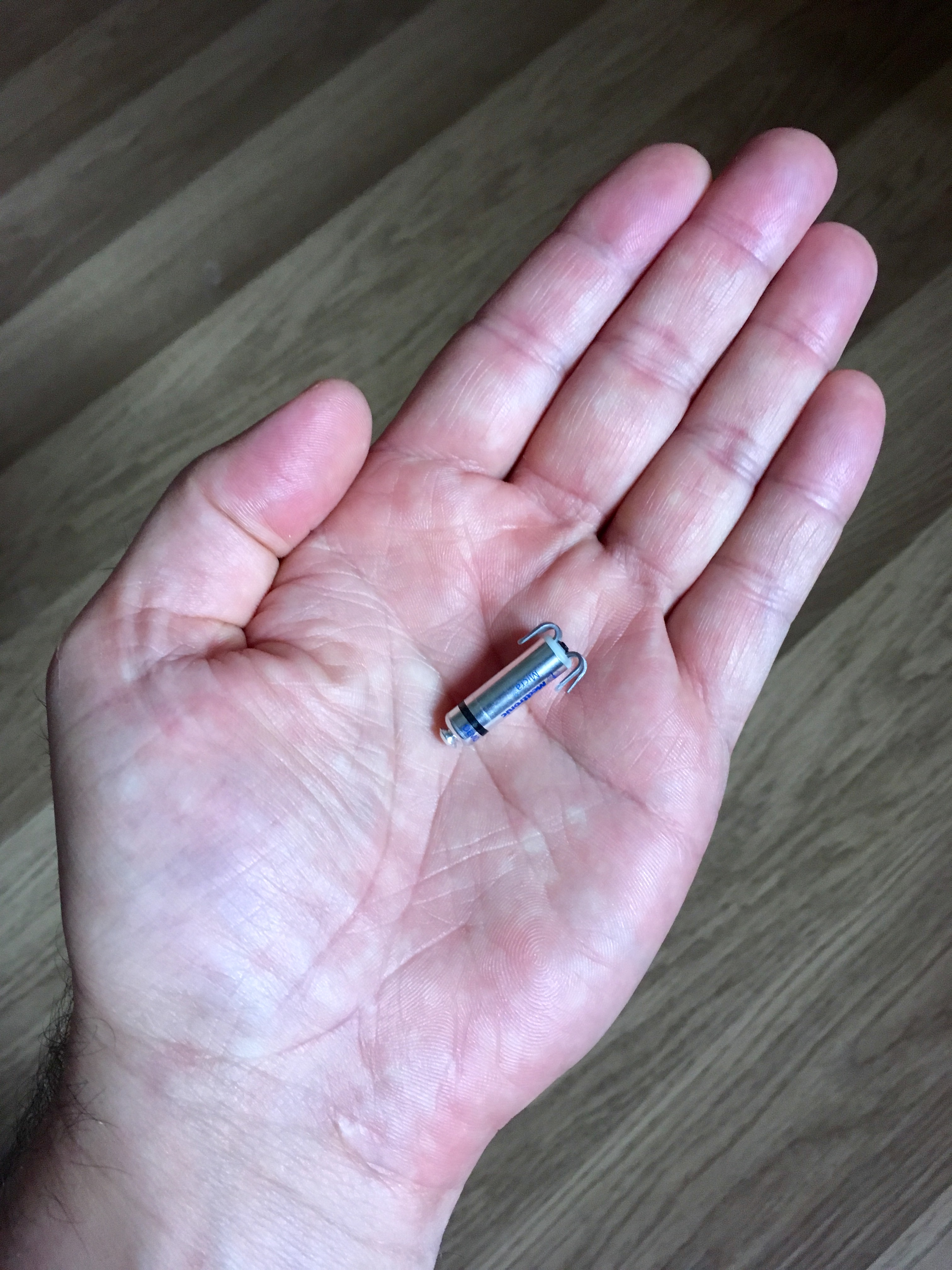
A készülék alig nagyobb, mint egy vitaminkapszula

A Medtronic cég által gyártott Micra TPS (Transcatheter Pacing System), a világ legkisebb együregű pacemakere. Mérete: 0.8 cm3 amely lehetővé teszi a katéteres úton történő, nagyobb vágás nélküli, ún. „minimál-invazív”, külön elektródát nem igénylő beültetést. Az implantáció technikája jelentősen különbözik a hagyományos pacemakerbeültetéstől: A behatolás a femorális véna felől történik, nem pedig a subclavicularis vagy axilaris véna felől, így a disszekció kockázata jelentősen csökkent Az eszköz közvetlenül a szívfalat belülről ingerli, így külön vezetéket nem igényel. Mivel a szívbe berülről helyezik el, így bőr alatti zseb kialakítása sem indokolt. Méretéből fakadóan a szívet saját mozgásában nem akadályozza, és a vér áramlása is zavartalan marad. 

## Alapvető funkció
A modern pacemakerek általában több funkcióval rendelkeznek. A legalapvetőbb típus a szív saját elektromos ritmusát figyeli meg. Amennyiben a pacemaker nem érzékel szívműködést a normál ritmusidőn belül, stimulálja a szívkamrát egy rövid, alacsony feszültségű impulzussal. Ez az érzékelő és stimuláló funkció minden egyes szívverés után újraindul.
Az ennél összetettebb eszközök képesek érzékelni és/vagy stimulálni a pitvari és a kamrai szívüregeket is.
| I                 | II               | III                         | IV                   | V                             |
| ----------------- | ---------------- | --------------------------- | -------------------- | ----------------------------- |
| Szabályozott üreg | Érzékelt üreg    | Az érzékelésre adott válasz | Ritmus moduláció     | Többhelyes ritmus-szabályozás |
| O = Nincs         | O = Nincs        | O = Nincs                   | O = Nincs            | O = Nincs                     |
| A = Pitvar        | A = Pitvar       | T = Inger                   | R = Ritmus moduláció | A = Pitvar                    |
| V = Kamra         | V = Kamra        | I = Nincs inger             |                      | V = Kamra                     |
| D = Duális (A+V)  | D = Duális (A+V) | D = Duális (T+I)            |                      | D = Duális (A+V)              |

Ebből következően az alapvető kamrai, „igény szerinti" szívritmus-szabályozó mód VVI vagy automatikus szívritmus beállítással VVIR – ez a mód akkor megfelelő, ha nincs szükség szinkronizálásra a pitvari szívveréssel, ugyanúgy, ahogy pitvari fibrilláció esetében is. Ennek megfelelő pitvari szívritmus-szabályozó mód az AAI és AAIR, ami akkor használatos, amikor a pitvari-kamrai áramvezetés működik, azonban a természetes szívritmus-szabályozó, a sinoatrialis csomó működése nem megbízható – más néven szinuszcsomó betegség (SND) vagy sick szinusz betegség esetén. Amennyiben a probléma pitvari-kamrai blokk (AVB) a pacemakernek érzékelnie kell a pitvari szívverést, és a normális, két szívverés közötti szünet elteltével (0,1-0,2 másodperc) generál egy kamrai szívverést, hacsak ez magától meg nem történik – ez a VDD mód, ami egy, a jobb pitvarba vezetett ritmus-szabályozó elektródával (érzékelő) és a jobb kamrába vezetett elektródával (érzékelő és ritmus-szabályozó) érhető el. Az AAIR és a VDD módok használata nem igazán elterjedt az Egyesült Államokban, ám széles körben használják Latin-Amerikában és Európában. A DDDR mód használata a leggyakoribb, mivel ez minden lehetőséget magában foglal, habár ebben az esetben a pacemakernek külön pitvari és kamrai elektródával kell rendelkeznie, ezért jóval összetettebb, így a funkciók programozása is összetettebb, melyre az optimális eredmény eléréséhez van szükség.

## Kétkamrás (háromüregű vagy reszinkronizációs) szívritmus-szabályozás (BVP)

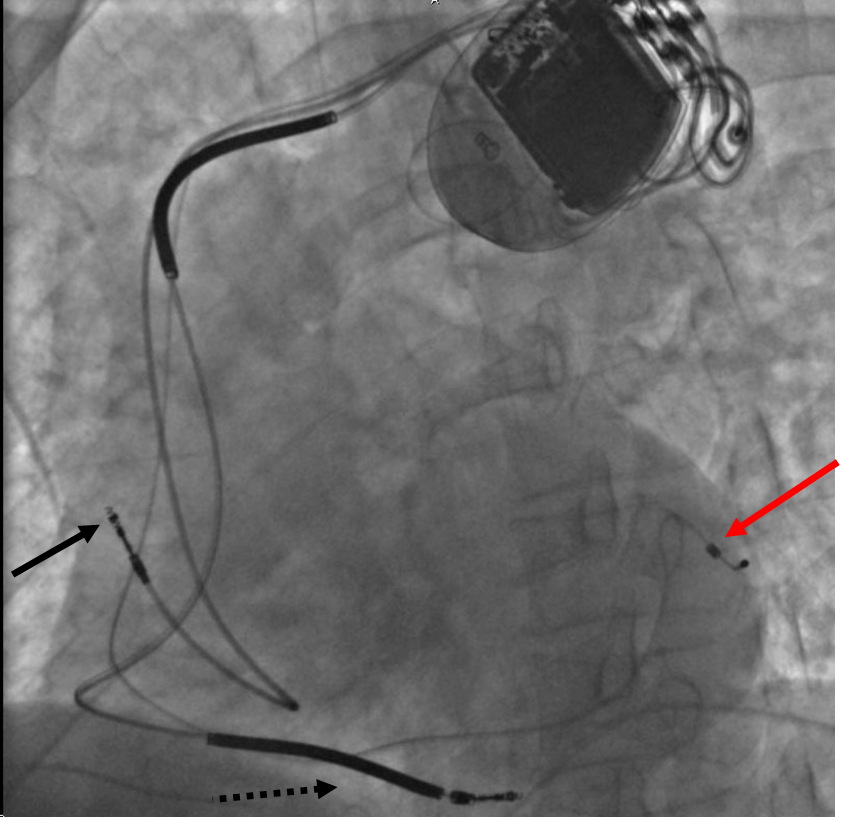
Három elektróda látható ennek a kardiális reszinkronizációs eszköznek az esetében: egy jobb pitvari elektróda (vastag fekete nyíllal jelölt), egy jobb kamrai elektróda (szaggatott vonalas fekete nyíllal jelölt), és egy koronária sinusban elhelyezett elektróda (piros nyíllal jelölt). A koronária sinus elektróda a bal kamra körül helyezkedik el, ezzel lehetővé téve a bal kamra ritmus-szabályozását. Fontos megjegyezni, hogy a jobb kamrai elektróda esetében a két vastagabb szakasz két indukciós tekercset jelent, és a generátor nagyobb, mint a tipikus pacemaker generátor, ami jelzi, hogy az eszköz pacemaker és kardioverter-defibrillátor egyben, amely képes elektromos sokkhatás kifejtésére veszélyesen gyors abnormális kamrai ritmus esetében

A kétkamrás szívritmus-szabályozás, ami CRT-ként is ismert (kardiális reszinkronizációs terápia) egy olyan pacemaker típus, ami a bal kamra szeptális és oldalsó részét is tudja szabályozni. A bal kamra mindkét felének szabályozása által a pacemaker képes reszinkronizálni a szívet abban az esetben, ha a szív szemben lévő falai nem egymással szinkronban húzódnak össze, ami a szívelégtelenségben szenvedő betegek körülbelül 25-50%-ánál fordul elő. A CRT-eszközök legalább két elektródát tartalmaznak, egy a jobb szívkamrához csatlakozik, hogy a szeptumot stimulálja, és egy másik elektródát, amit a vena sinus coronarián keresztül vezetnek át, hogy a bal kamra oldalsó falának ritmusát szabályozza. Gyakori, hogy normális szinusz ritmussal rendelkező betegek esetében a jobb pitvarban is van egy elektróda, hogy segítse a pitvari összehúzódással való szinkronizáció kialakulását. Abból a célból, hogy a pitvari és kamrai, illetve a bal kamra szeptális és oldalsó falainak összehúzódásai közötti időzítés szabályozható legyen, úgy, hogy az optimális szívműködést eredményezzen.

## Legújabb fejlesztési irányok

### Az MRI-kompatibilis pacemaker
Az egyesült államokbeli Medtronic által kifejlesztett MRI-kompatibilis szívritmus-szabályozó rendszer egy úttörő technológiai innováció a kardiovaszkuláris terápia területén. A készüléket arra tervezték, hogy a pacemakeres betegek biztonságosan részt vehessenek MRI-vizsgálaton. Ez azért fontos, mert az MRI-berendezés által gerjesztett, erőteljes mágneses mezők veszélyesek lehetnek a hagyományos pacemakert viselő betegekre és készülékeikre. Lényeges a fejlesztés továbbá azért is, mert 65 éves életkor felett az MRI-vizsgálat szükségének esélye megduplázódik, továbbá a felmérések szerint a pacemakeres betegek körülbelül 50-70%-ának lesz szüksége élete során MRI-vizsgálatra.
A pacemakeres betegek már korábban is részt vehettek MRI-vizsgálaton, de csak abban az esetben, ha a körülmények ezt mindenképpen indokolttá tették, illetve ha a vizsgálat előnyei lényegesen meghaladták a kockázatokat. Ezen felül, a kardiológus és radiológus részéről szoros együttműködésre volt szükség, rengeteg vizsgálatot kellett elvégezni, továbbá a pacemakert műszakilag ellenőrizni kellett az MRI vizsgálat előtt és az után is, valamint az MRI készüléket nagyon nagy odafigyeléssel kellett beállítani.
Az MRI-kompatibilis szívritmus-szabályozó rendszer a kialakításának köszönhetően biztonságos, ami azt jelenti, hogy úgy lett megtervezve, hogy a beteg teljesen biztonságosan tudjon részt venni MRI vizsgálaton. Ennek érdekében, egy hagyományos pacemakerhez képest számos változtatást kellett megvalósítani. Az említett változtatások a következők:
- A belső áramkörök cseréje, annak érdekében, hogy az MRI által gerjesztett energiák ne zavarják meg a készülék működését
- A ferromagnetikus alkatrészek számának jelentős csökkentése, mellyel a mágneses térben való feltöltődés veszélye jelentősen csökken
- Átalakított formaterv, a készülékbe érkező gradiens energia elnyelése céljából
- Átalakított formaterv, az elektróda hegyében összpontosuló gradiens mágneses energia minimálisra csökkentés érdekében, ezáltal csökkentve a szív gradiens energia általi stimulálásának esélyét
- Átalakított formaterv, a gradiens illetve rádiófrekvenciás mezőkkel való interakció, illetve az elektróda hegyének felmelegedésének kiküszöbölésére
- A SureScan™ (a Medtronic saját, MRI-kompatibilis szívritmus-szabályozó készülékére vonatkozó védjegye) üzemmód kialakítása, a készülék megfelelő működése és a terápia megfelelő szintjének fenntartása érdekében

## További szempontok

### Beültetés
A pacemakert általában egy egyszerű műtéti beavatkozással ültetik be a páciensbe, mely során helyi vagy általános érzéstelenítést alkalmaznak. A beteg a műtét előtt nyugtató hatású gyógyszert is kaphat. Általában antibiotikumot is alkalmaznak a fertőzések elkerülése végett. A legtöbb esetben a pacemakert a bal váll körüli területre ültetik be, ahol egy bemetszést ejtenek a kulcscsont alatt, kialakítva egy kis zsebet, ahová a pacemakert általában elhelyezik a beteg testében. Az elektródát vagy elektródákat (az elektródák száma a pacemaker típusától függ) a szívbe ültetik, egy nagy vénán keresztül fluoroszkópia segítségével, annak érdekében, hogy az orvos nyomon tudja követni az elektróda beültetését. A jobb kamrai elektróda általában a csúcstól távolabbra kerül, a kamrán belüli szeptum tetejére, a kiáramlási szakasz alá, ezzel megelőzve a szívizom gyengülését. A műtéti beavatkozás körülbelül 30–60 percet vesz igénybe.
A műtétet követően, a betegnek gondosan oda kell figyelnie a gyógyuló sebre. A műtétet követően van egy programozási eljárás, mely során a pacemaker működését ellenőrzik egy „programozó” berendezés segítségével, amely képes kommunikálni az eszközzel, és lehetővé teszi egy egészségügyi szakember számára, hogy értékelje a rendszer integritását, és megadjon olyan beállításokat, mint a ritmus-szabályozó feszültség értéke. A beteg szívizmának erősségét 1-2 éves rendszerességgel ellenőrizni kell echokardiográfiával, hogy meg lehessen győződni arról, hogy a jobb kamrába helyezett elektróda miatt nem gyengült a bal kamra.
A beteg számára ajánlott néhány alapvető előkészületet tenni a műtét előtt. A legalapvetőbb előkészület során azok a betegek, akiknek szőrzet borítja a mellkasát, ezt borotvával vagy egyéb epiláló eszközzel eltávolítják, hiszen a műtéti eljárás során kötéseket és megfigyelő berendezést rögzítenek a beteg testére.
A pacemaker akkumulátorokat használ, így a készüléket bizonyos időközönként cserélni kell, mivel az akkumulátorok veszítenek töltöttségükből. A készülék cseréje általában egyszerűbb eljárást jelent, mint az eredeti beültetés, mivel általában a beültetett elektródákat nem kell cserélni. A készülék cseréje általában úgy zajlik, hogy egy bemetszést ejtenek, ezen keresztül eltávolítják a beültetett készüléket, a meglévő elektródákat hozzákapcsolják az új készülékhez, és az új készüléket beültetik a beteg testébe, a régi készülék helyére.

#### Pacemaker betegazonosító-kártya
A nemzetközi pacemaker betegazonosító-kártya olyan információkat tartalmaz, mint a beteg adatai (többek között az elsődleges tünetet, EKG eredményt, etiológiát), a pacemaker központ adatait (orvos és kórház neve), az IPG adatait (ritmus, mód, beültetés dátuma, gyártmány (MFG), típus), illetve az elektróda adatait.

### Mit jelent pacemakerrel élni?
A pacemakerhez nagyon gyorsan hozzá lehet szokni. Amint begyógyul a seb, a beteg ismét aktív életet élhet. Ha az orvos is úgy látja jónak, folytathatja minden addigi, megszokott tevékenységét, és újra normális, szabad életet élhet.

#### Munkába állás
Ha az orvosnak nincs ellenvetése, a beteg folytathatja a munkáját. Minden gond nélkül dolgozhat számítógéppel, és nyugodtan használhat elektromos készülékeket vagy konyhai eszközöket, ha betartja az általános biztonsági előírásokat, és a használt készülék hibátlanul működik.
Az alábbi eszközök használata biztosan nem befolyásolja a pacemaker működését:
- elektromos írógép, fénymásoló, fax
- TV, rádió és videó, számítógépes játékok, infravörös fejhallgató, TV-, videó- és Hi-Fi távirányító
- mosógép, centrifuga, mosogatógép és villanytűzhely
- porszívó
- robotgép, kenyérpirító, elektromos kés, elektromos konzervnyitó stb.
- mikrohullámú sütő (biztonsága érdekében a beteg ne hajoljon a működő mikrohullámú sütő fölé)
- indukciós kemence (biztonsága érdekében a beteg nézze meg a használati utasításban, hogy a berendezést használhatja-e pacemakerrel élő személy)

Ritkán, de előfordulhat, hogy az elektromágneses teret gerjesztő készülékek átmenetileg befolyásolják a pacemaker működését. Erre utaló tünet lehet a szédülés, a szívdobogás vagy a rendszertelen pulzus. Ha a beteg kikapcsolja a zavaró készüléket, vagy eltávolodik tőle, a pacemaker ismét szabályosan fog működni.
Vásárláskor gyorsan kell áthaladni a lopásgátló berendezéseken, és nem szabad a közelükben maradni. Az elektromos kézi készülékeket – például az alábbiakat – nem szabad a pacemakerhez néhány centiméternél közelebb elhelyezni:
- forrasztópáka, demagnetizáló eszköz, villanymotoros berendezés (például hajszárító, hajcsavaró, borotva)
- szabványos mobiltelefon (min. távolság: 15-20 cm)
- rádiótelefon vagy rádióadó-vevő (min. távolság: 15-20 cm)

Az alábbi eszközöket körülbelül karnyújtásnyira kell a testtől tartani:
- mágnes
- működő motorban - például autóban lévő - gyújtótekercsek
- elektromos szerszámok (fúrógép, fűrész)
- gyújtógyertyás belső égésű motorok, például fűnyíró
- elektromos kerti szerszámok
- elektromos takaró és melegítő
- hangszórók, például sztereó rendszerek
- amatőr és CB-rádiók antennái
- távirányítók, például távvezérlésű repülőgép modellekhez

Ügyelni kell a figyelmeztető jelzésekre és táblákra, így elkerülhetők az esetleges interferenciaforrások. Ilyen forrásnak számítanak például az alábbiak:
- ellenállás- és ívhegesztőgép, otthoni hegesztőgép
- elektromos kemence, műanyagformázáshoz használt elektromos izzószál
- elektromos acélkemence
- ipari generátor és erőmű
- rádióadó

A beteg lehetőleg ne önállóan végezze a villannyal vagy gázzal működő eszközök és készülékek karbantartását vagy javítását. Ennek érdekében:
- Minden eszköznek és gépnek hibátlanul kell működnie.
- Lehetőleg ne maradjon egyedül a működő eszközök használatakor.
- A készülékek rendelkezzenek az előírásoknak megfelelő földeléssel.
- Ne állítsa folyamatos működésűre a berendezéseket (például a fúrógépeket) kapcsoló rögzítésével.

#### Szabadidős tevékenységek és utazás
A beteg szabadidejében újra kedve szerint, korlátozások nélkül végezheti például az alábbi tevékenységeket:
- zuhanyozás, fürdés, úszás
- házimunka, kertészkedés
- utazás autóval, vonattal, hajóval vagy repülővel
- nemi élet
- hobbi, szabadidős tevékenységek
- szoláriumhasználat

Ha orvosának nincs kifogása ellene, akár sportolhat is. Ha különösen megerőltető sportot választ, vagy olyat, melynek során ütés érheti a mellkast vagy elkerülhetetlen a széles karlendítés, először konzultáljon kezelőorvosával.
Annak sincs akadálya, hogy orvosi beleegyezéssel hosszú útra induljon. A beteg kezelőorvosa azt is meg tudja mondani, hogy a célországban vészhelyzetben hová fordulhat.
Egyes repülőtereken az ellenőrzőpontoknál figyelmeztetés látható. Ilyenkor ne haladjon át a biztonsági kapun, és ne egyezzen bele a fémdetektorral való átvizsgálásba. Mutassa meg a biztonsági személyzetnek a pacemaker azonosító kártyáját, és kérjen további segítséget.
Ha a beteg jól érzi magát, és orvosa is jónak látja, autót is vezethet, amennyiben betartja a vonatkozó jogszabályokat. Az autókkal kapcsolatban egyetlen dologra kell ügyelnie: soha ne hajoljon a járó motor fölé. A motor elektromos gyújtószerkezete veszélyforrás lehet. Különösen vigyázzon a gyújtótekercs, a gyújtáselosztó és a gyújtásvezetékek közelében. Ha saját kezűleg szeretné beállítani autóját, először állítsa le a motort.
Ha a beteg pacemakere alkalmazkodó frekvenciájú, előfordulhat, hogy egyenetlen úton való vezetés közben a szívfrekvencia megemelkedik. Ez a jelenség teljesen normális. A pacemakert viselőknek is minden esetben be kell kapcsolniuk a biztonsági övet. Ha az öv nyomást gyakorol a pacemakerre, tegyen egy puha kendőt az öv alá.

#### MRI-vizsgálat
Az egyesült államokbeli Medtronic úttörő technológiai fejlesztésének köszönhetően, a pacemakeres betegek teljes biztonságban részt vehetnek MRI vizsgálaton, ami korábban nem volt lehetséges, hiszen az MRI készülék által gerjesztett erőteljes mezők veszélyt jelentettek a készülék működésére, és ez által a betegre is. A Medtronic által kifejlesztett SureScan™ MRI-kompatibilis szívritmus-szabályozó rendszer azonban a kialakításánál fogva biztonságos, ami azt jelenti, hogy az a beteg, akinek ilyen készülék került beültetésre teljesen biztonságosan részt vehet MRI vizsgálaton, annak köszönhetően, hogy a SureScan™ készülékeken olyan technológiai változtatásokat hajtottak végre a hagyományos pacemakerekhez képest, melyeknek köszönhetően a szívritmus-szabályozó működését nem befolyásolják az MRI berendezés által gerjesztett mágneses energiák.

### Adatvédelem és -biztonság
Adatvédelmi és biztonsági megfontolások merültek fel azokkal a pacemakerekkel kapcsolatban, melyek drót nélküli kommunikációra alkalmasak. Jogosulatlan harmadik felek leolvashatják a pacemaker által tárolt, betegre vonatkozó adatokat, illetve átprogramozhatják a készüléket, amint azt egy kutató csapat bebizonyította. A kísérlet rövid távolságról működött; hosszú hatótávolságú antennával nem kísérleteztek a kutatók. A visszaélések lehetőségének bizonyítása jól mutatja, hogy szükség van a magasabb szintű biztonságra, illetve a beteget figyelmeztető intézkedések bevezetésére, a távolról is elérhető készülékek esetében.

### Komplikációk
A kétüregű pacemaker egyik lehetséges komplikációja, a pacemaker által közvetített tachikardia (pacemaker mediated tachycardia - PMT), ami az újrakezdődő tachikardia egyik formája. A PMT esetében, a pacemaker az áramkör anterográd (pitvartól kamráig tartó) ágát alkotja, illetve a pitvar-kamrai csomó alkotja az áramkör retrográd ágát (kamrából pitvarig tartó ág). PMT esetében általában újra kell programozni a berendezést.

## Egyéb, szívritmus-szabályozó funkciójú készülékek

ICD pacemaker (fotó: Medtronic)

Esetenként a pacemakerre emlékeztető készülékek, úgynevezett beültethető kardioverter defibrillátorokat (ICDk) ültetnek be. Ezeket az eszközöket gyakran használják olyan betegek esetében, akiket hirtelen szívhalál veszélye fenyeget. Az ICD készülékkel többféle szívritmuszavart lehet kezelni szívritmus-szabályozással, szívritmus visszaállítással, vagy defibrillációval. Némelyik ICD eszköz képes megkülönböztetni a kamrai fibrillációt és a kamrai tachikardiát (VT), és megpróbálhat gyorsabb szívritmust előidézni VT esetében, mint a szív saját belső ritmusa, annak érdekében, hogy leállítsa a tachikardiát mielőtt az kamrai fibrillációt okozna. Ezt a műveletet gyors-szívritmus-szabályozásnak, túlhajtott (overdrive) szívritmus-szabályozásnak, illetve anti-tachikardia szívritmus-szabályozásnak (ATP) is nevezik. Az ATP csak akkor hatásos, amennyiben az alapvető szívritmus kamrai tachikardia, kamrai fibrilláció esetén azonban nem hatásos.
| I                | II                                           | III                   | IV                                           |
| ---------------- | -------------------------------------------- | --------------------- | -------------------------------------------- |
| Szívüregsokk     | Szívüreg antitachikardiás ritmusszabályozása | Tachikardia észlelése | Szívüreg antitachikardiás ritmusszabályozása |
| O = Nincs        | O = Nincs                                    | E = Elektrogram       | O = Nincs                                    |
| A = Pitvar       | A = Pitvar                                   | H = Hemodinamikus     | A = Pitvar                                   |
| V = Kamra        | V = Kamra                                    |                       | V = Kamra                                    |
| D = Duális (A+V) | D = Duális (A+V)                             |                       | D = Duális (A+V)                             |

| ICD-S | ICD csak sokk lehetőségével                                                 |
| ICD-B | ICD bradikardiás ritmus-szabályozás és sokk lehetősége is                   |
| ICD-T | ICD tachikardiás (és bradikardiás) ritmus-szabályozás és sokk lehetősége is |

## Fordítás
- Ez a szócikk részben vagy egészben a pacemaker című angol Wikipédia-szócikk ezen változatának fordításán alapul.  Az eredeti cikk szerkesztőit annak laptörténete sorolja fel. Ez a jelzés csupán a megfogalmazás eredetét és a szerzői jogokat jelzi, nem szolgál a cikkben szereplő információk forrásmegjelöléseként.